# Modlitwa po Komunii
Modlitwa po Komunii (Oratio post communionem), pokomunia – w Mszy świętej poprzedzona uwielbieniem po Komunii dziękczynna modlitwa kapłana, odmawiana od ołtarza lub od miejsca przewodniczenia, kończąca obrzędy komunijne. Należy ona do modlitw prezydencjalnych, odmawianych w imieniu całego zgromadzenia liturgicznego i „zbiera” wszystkie prywatne modlitwy dziękczynne wiernych. W modlitwie tej kapłan prosi o owoce celebrowanego misterium, a wierni odpowiadają „Amen”, uznając ją tym samym za swoją (Ogólne wprowadzenie do Mszału Rzymskiego 89). W każdej Mszy odmawia się tylko jedną modlitwę po Komunii. Większość modlitw po Komunii pochodzi ze starożytnych sakramentarzy i Mszału potrydenckiego.